# Hospital de Villamartín (Orden de Santiago)

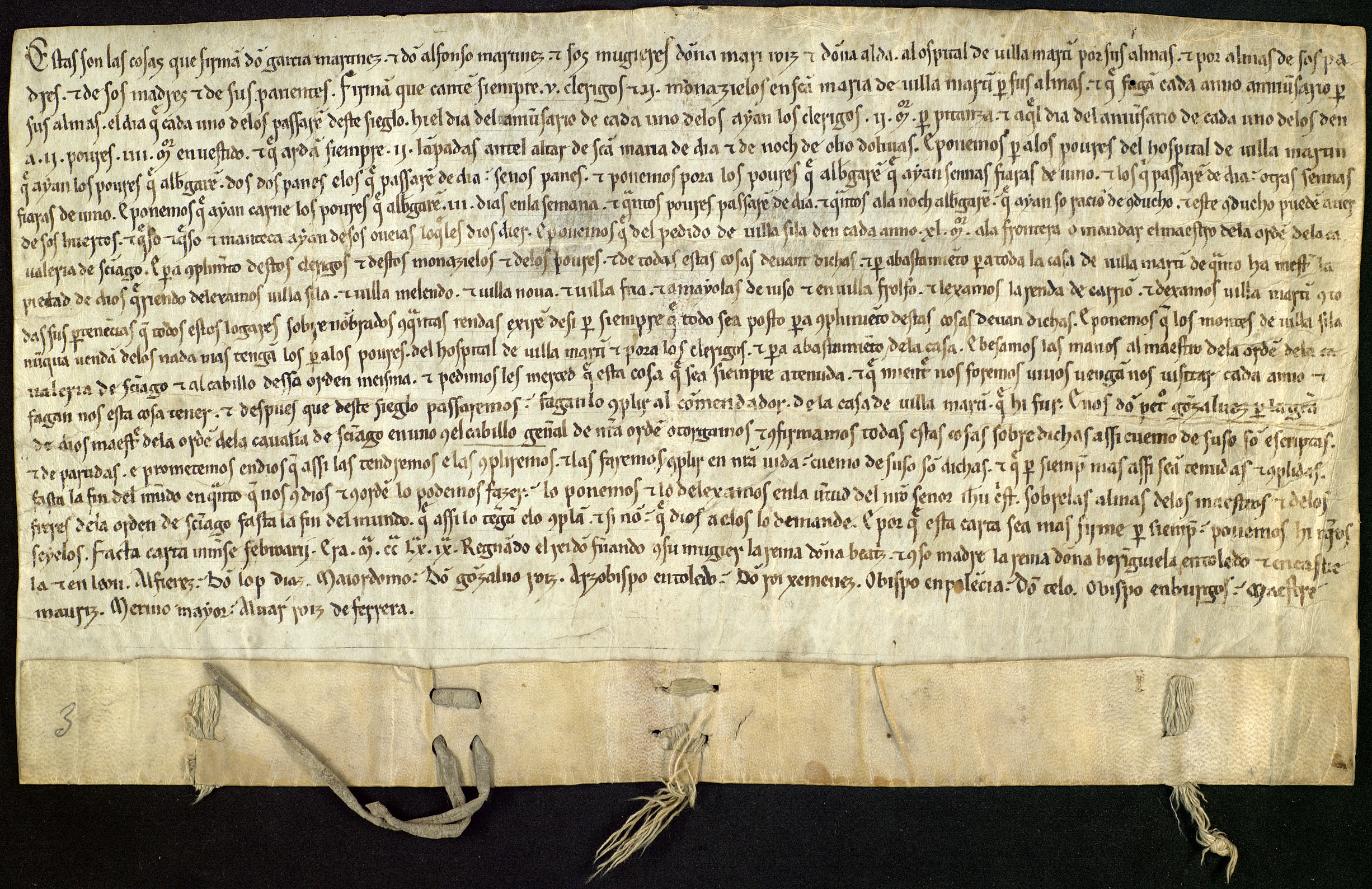
Aniversario fundado por los hermanos Martínez y sus esposas, entregando como compensación sus propiedades en Villasila, Villamelendro, Villanueva, Villafría, Amayuelas de Abajo y Villafolfo

El Hospital de Villamartín fue hospedería y hospital para enfermos fundado el 6 de diciembre de 1196 por Don Tello Pérez de Meneses como albergue de leprosos, y ubicado entre Carrión de los Condes y Villasirga (provincia de Palencia), en el lugar denominado «Villa Martin», al borde del antiguo Camino de Santiago. En el mismo momento de la fundación, su promotor lo dona a la Orden de Santiago, entrando en la órbita de la fundación ya existente del Hospital de Las Tiendas, también ubicado a los pies de la ruta Jacobea.
En 1211 se establece, por parte del Prior de Uclés, cual había de ser el montante de las rentas que había de abonar el hospital, a partir de los ingresos generados, como las rentas y derechos obtenidos de los solares de Villasila y Villamelendro.
En 1230, la Orden, acrecienta los activos destinados a sufragar los gastos del hospital comprando Amayuelas de Arriba a García Martínez de Gordaliza por 2000 maravedíes. Gonzalo Martínez de Ferreruela a su vez efectúa una donación aclarando que no solo que no pueda ser ésta enajenada por la Orden, sino que exclusivamente sea destinada a fines hospitalarios.
En 1231, D. Alfonso Martínez y Don García Martínez, junto con sus esposas Doña Mari Roiz y Doña Alda, fundan en el Hospital de Villamartín un aniversario por su alma, la de sus padres y parientes entregando como compensación sus propiedades en Villasila, Villamelendro, Villanueva del Monte, Villafría de la Peña, Amayuelas de Abajo y Villafolfo. En dicha fundación además queda registrada la dieta que le era dada a los peregrinos y necesitados llegados al hospital y que consistía en dos panes y dos jarras de vino, tres días de carne por semana y ración de conducho, queso y manteca.
En 1237, Gonzalo Martínez, comendador de Villamartín, vende a Don Abdalla del Monasterio de Sahagún, un moro llamado Hameth, por 50 maravedíes alfonsíes.
A medida que la aldea de Villamartín, pierde población, el Hospital va entrando cada vez más en la órbita de la cercana y más poblada Villasirga. Mientras que el 21 de febrero de 1527, durante el capítulo general de la Orden, que tuvo lugar en Valladolid, y el cual estuvo presidido por Carlos V, se inicia el examen de los libros de las visitaciones realizadas en Castilla la Vieja por Lope Sánchez Becerra y Juan Alonso, sacerdote de Montemolín, donde aparecen las auditorías realizadas al Hospital de las Tiendas y de Villamartin, por separado, diez años más tarde, el 4 de junio de 1537, el propio Carlos V, como administrador perpetuo de la Orden de Santiago, mediante su consejero Antonio de Luján resuelve la petición de Antonio de Valderrábano a favor del administrador del hospital de las Tiendas y de Villasirga, produciéndose una asimilación paulatina del hospital de Villamartín y sus heredades con respecto a la cercana villa. Incluso en 1543 se abre un censo sobre dichas posesiones y hospital que es dado al concejo de Villalcázar de Sirga. Esta asimilación culmina en el momento en el que el hospital termina siendo trasladado físicamente a la cercana localidad existiendo cierta confusión con respecto al motivo y la fecha en la que este hecho acontece.
Autores como José Antonio Largo Muñoyerro, hacen coincidir la clausura del hospital templario de Villasirga en el año 1304, con el traslado del hospital de Villamartín a esta localidad, lo cierto es que en esa fecha lo que ocurre es el fin de la encomienda templaria en la villa, ocho años antes de que estos fueran expulsados del Reino de Castilla en el 1312. Autores como Aurora Ruiz Mateos y Daniel Abada Rossi atribuyen incluso, aprovechando dicho traslado, un cambio de titularidad del hospital, pasando a manos templarias hasta la fecha de disolución de la Orden, no existiendo evidencias escritas de ninguna de estas dos aseveraciones.
No es hasta 1652 sin embargo, cuando hay constancia documental con respecto al mandato de dicho traslado, durante un capítulo de la Orden celebrado en Valladolid, cuando se acuerda acometer el traslado del hospital a otro que el conde de Osorno disponía en Villasirga y que tomará efecto en 1653. Este nuevo hospital, seguiría siendo gestionado a su vez por el administrador del Hospital de Las Tiendas, al tiempo que se mandaba traer los huesos enterrados en Villamartín para ser enterrados en la capilla de Santiago dentro de la Iglesia de Santa María la Blanca.
En el período comprendido entre 1745 y 1762, el Comendador del Hospital de Santa María Real de las Tiendas, presenta un escrito ante el concejo de Villalcázar sobre el perjuicio que le supone al hospital el modo de diezmar en dicha villa sobre la demarcación y apeo de heredades de la granja de Villamartín (que en ese momento es conocido como 'Término') que fue dada a censo en el año de 1543 a este concejo.

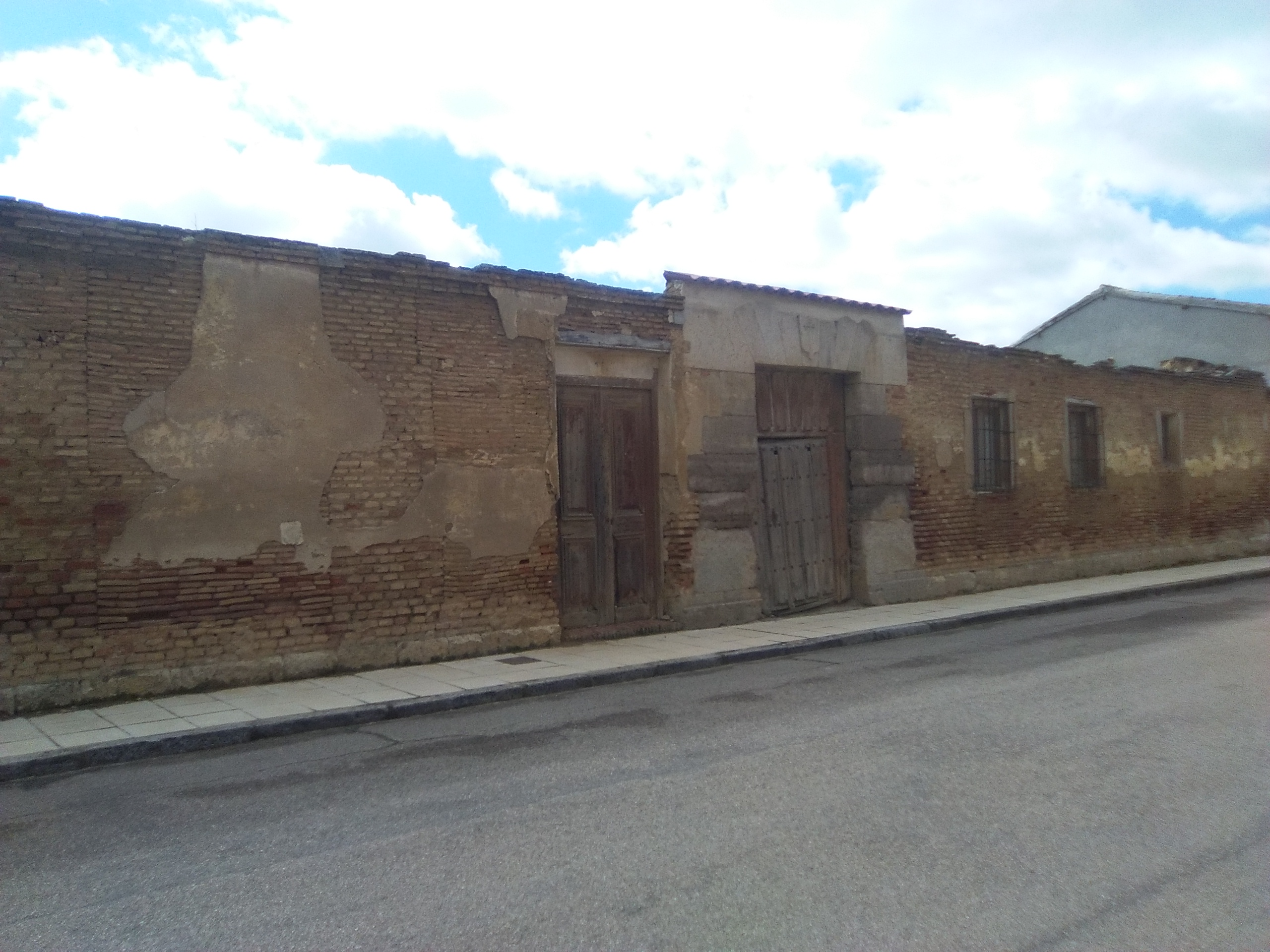
Número 11 de la calle Real de Villasirga. La memoria viva del llamado hospital Real de las Tiendas, al pie de la iglesia, ostentando sobre su puerta la Cruz de Santiago y contando dentro de él de una estancia conocida como La Peregrina

A tal efecto, aún se conserva en la calle Mayor de Villasirga, la memoria viva del llamado hospital Real de las Tiendas, al pie de la iglesia, ostentando sobre su puerta la Cruz de Santiago y contando dentro de él de una estancia conocida como La Peregrina. Sin embargo, existe confusión con respecto a la ubicación del mismo, ya que hay autores que lo ubican en el mismo edificio actualmente destinado a las labores de consistorio, oficina de turismo y centro médico y el verdadero hospital. Mientras que éste fue el palacio de los Condes y cuya estructura tiene origen en 1713, donde se han encontrado restos de construcciones anteriores, el verdadero hospital Santiaguista habría estado fundado en el conjunto de edificaciones ubicadas a la altura del número 22 de la actual calle Real tal y como nos indica José E. Antolín Fernández en su listado de noticias históricas y catálogo monumental de Villasirga.